# Castelo de Lismore

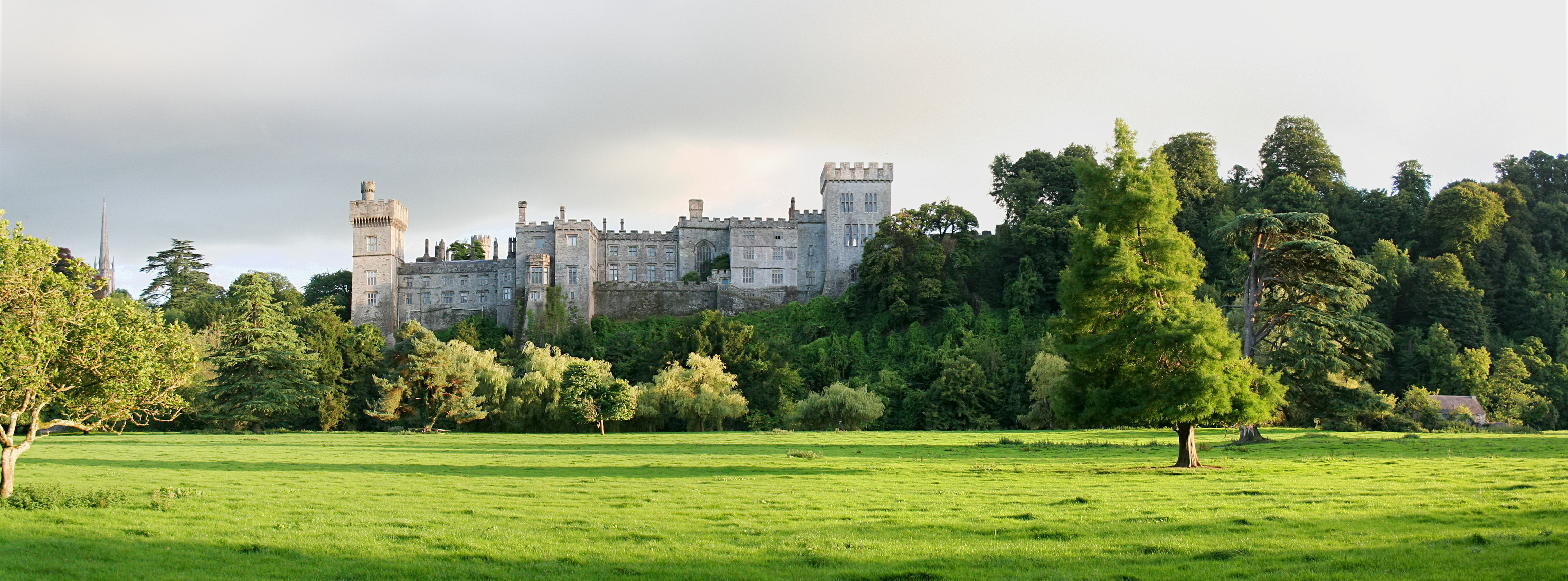
Castelo de Lismore, República da Irlanda.

O Castelo de Lismore (em inglês Lismore Castle) é um palácio fortificado, localizado na cidade de Lismore, Condado de Waterford, na República da Irlanda. Foi amplamente reconstruído em estilo neo-gótico em meados do século XIX, por William Cavendish, 6º Duque de Devonshire.

## História inicial
O local do castelo foi inicialmente ocupado por um importante mosteiro e local de ensino, estabelecido no início do século VII. Ainda era um centro eclesiástico quando Henrique II esteve aqui em 1171, e excepto por um breve período em 1185, quando o seu filho, o Rei João, construiu aqui um castelo, serviu como residência episcopal para o bispo local. Em 1589 Lismore foi arrendado e depois adquirido por Sir Walter Raleigh, que vendeu a propriedade durante o seu cativeiro por alta traição, em 1602, a um outro aventureiro, Richard Boyle, mais tarde o primeiro conde de Cork.

## Os condes de Cork e Burlington
Boyle foi da Inglaterra para a Irlanda em 1588, com apenas vinte sete libras em capital, e procedeu de forma a acumular uma extraordinária fortuna. Depois de comprar Lismore, o primeiro conde de Cork fez deste a sua principal morada, transformando-o numa magnífica residência, com um impressionante frontões de cada lado do pátio. Também construiu um muro exterior ameado e uma portaria conhecida por Riding Gate. Os apartamentos principais foram decorados com ornatos em relevo nos tectos, de gesso, e tapeçarias suspensas, bordadas com seda e veludo. Foi aqui que em 1626 ou 1627, Robert Boyle O pai da Química Moderna, o décimo-quarto dos quinze filhos do conde, nasceu. O castelo veio a pertencer a um outro Richard Boyle, 4º Conde de Cork e 3º Conde de Burlington, que teve uma notável influência na arquitectura georgiana e é conhecido na história da arquitectura simplesmente como o "Conde de Burlington".
Lismore esteve envolvido nas guerras cromwellianas quando, em 1645, uma força da confederação católica, comandada por Lord Castlehaven, saqueou a cidade e o castelo. Alguns restauros foram levados a cabo por Richard Boyle, 2º Conde de Cork e 1º Conde de Burlington (1612-1698), para torná-lo novamente habitável, mas nem ele nem os seus sucessores viveram em Lismore.

## Os duques de Devonshire

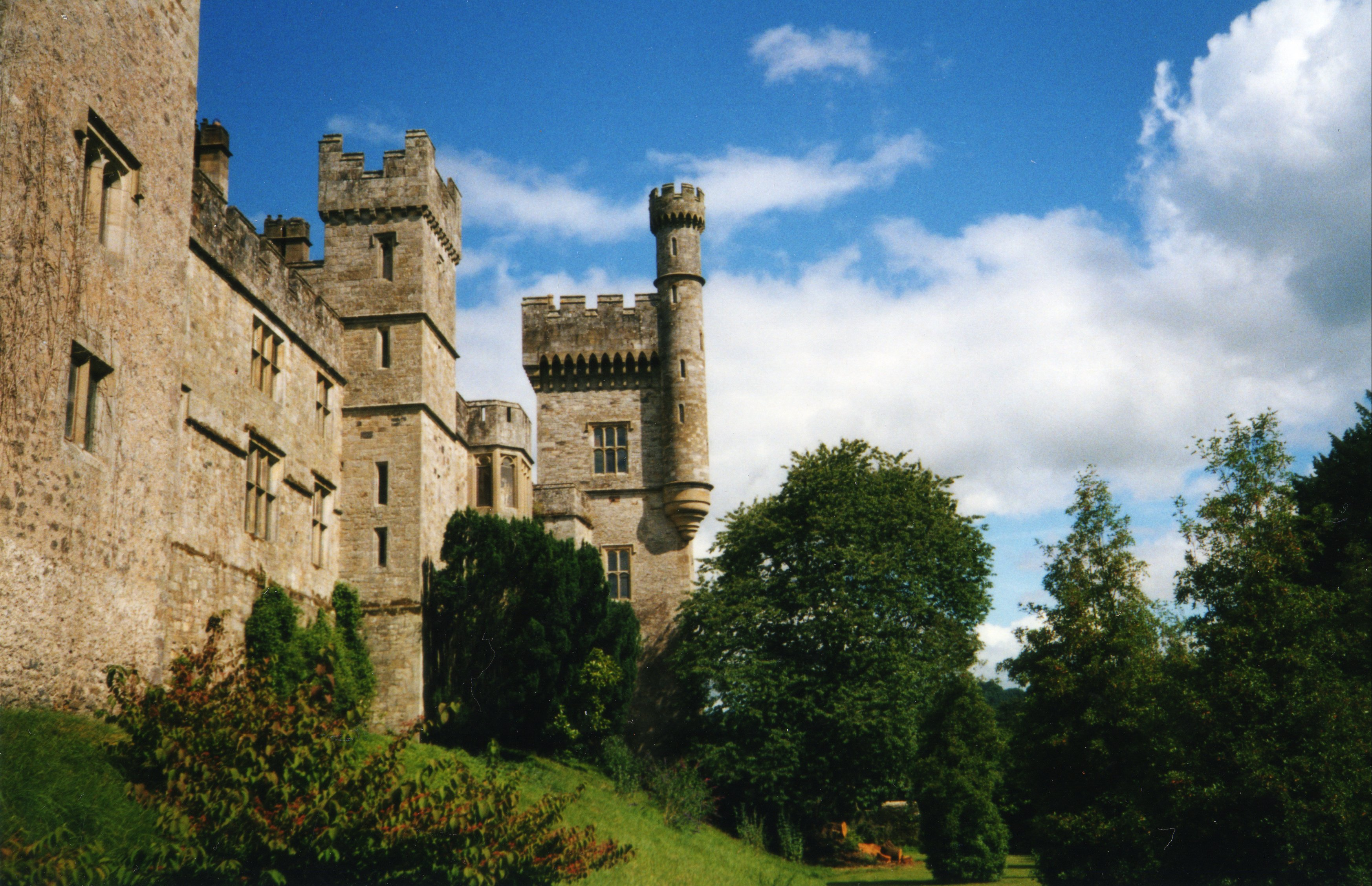
Vista parcial do Castelo de Lismore.

O castelo (juntamente com outras propriedades dos Boyle - Chiswick House, Burlington House, Londesborough Hall e a abadia de Bolton) passaram para a posse da família Cavendish em 1753 quando a filha e herdeira de Richard Boyle, 4º Conde de Cork e 3º Conde de Burlington, Lady Charlotte Boyle (futura Charlotte Cavendish, Marquesa de Hartington) (1731-1754) casou com William Cavendish, que viria a ser 4º Duque de Devonshire e Primeiro-ministro do Reino Unido. O seu filho, o 5º Duque de Devonshire (1748-1811), continuou os melhoramentos em Lismore, especialmente a ponte sobre o rio Blackwater, em 1775, desenhada por um arquitecto natural de Cork, Thomas Ivory.
O sexto duque de Devonshire, um outro William Cavendish (1790-1858), comumente conhecido como "o Duque Solteirão", foi o responsável pela actual aparência do edifício. Ele começou a transformar o castelo numa elegante "fortaleza quase-feudal ultra-magnificente", logo que sucedeu ao seu pai, em 1811, contratando os serviços do arquitecto William Atkinson entre 1812 e 1822, para resconstruir o palácio ao estilo neogótico, usando pedra talhada, enviada de navio desde o Derbyshire. Lismore sempre foi a residência favorita do Duque Solteirão, mas ao envelhecer, o seu amor pelo local transformou-se em paixão. Em 1850 contratou o arquitecto Sir Joseph Paxton, o desenhador do Palácio de Cristal de Londres, para fazer melhorias e aumentos ao castelo, numa escala magnífica - de tal forma que a actual silhueta é essencialmente trabalho de Paxton. Nesta época John Gregory Crace, de Londres, o líder no fabrico de mobiliário neogótico, e o seu sócio, o importante arquitecto Augustus Welby Northmore Pugin, foram contratados foram contratados para transformar a capela arruinada do Palácio dos Bispos num hall de banquetes em estilo medieval, com um gigantesco vitral prependicular, coro e gravações góticas nas paredes e um tecto em madeira. A chaminé, a qual esteve em exibição no Pátio Medieval da Grande Exposição de 1851, também foi desenhada por Pugin (e Myers), mas estava originalmente destinada a uma propriedade da família Barchard, no Sussex. Estes rejeitaram-na por ser demasiado elaborada, sendo subsequentemente comprada para Lismore - os símbolos da família Barchard foram mais tarde substituídos pela presente inscrição irlandesa Cead Mille Failte: uma centena de milhar de boas-vindas. Pugin também desenhou outras chaminés e mobiliários para o castelo, e depois da sua morte, em 1851, Crace continuou a fornecer mobilias à maneira puginesca.
Depois da morte do Duque Solteirão, Lismore permaneceu substancialmente inalterado. A irmã de Fred Astaire, Adele Astaire, viveu no castelo depois de casar com Lorde Charles Cavendish, um filho de Victor Cavendish, 9.º Duque de Devonshire e, depois da morte do marido em 1944, continuou a usar o castelo aé pouco antes da sua própria morte em 1981.
O Castelo de Lismore ainda é propriedade dos duques de Devonshire, mas estes apenas habitam aqui durante uma pequena parte do ano sendo Chatsworth House o palácio principal da família.
Em 2004, a Sala de Ciência Robert Boyle foi aberta no vizinho Lismore Heritage Centre, dedicada à sua vida e obra, onde investigadores têm oportunidade de estudar ciências e participar em experiências científicas.
O Castelo de Lismore foi usado pelo canal de televisão britânico ITV como abadia de Northanger, na dramatização de 2007 com o mesmo nome, inserida no ciclo Jane Austen.